# Dune residue del Bacucco
Dune residue del Bacucco este o arie protejată (arie specială de conservare — SAC, sit de importanță comunitară — SCI) din Italia întinsă pe o suprafață de 13 ha, integral pe uscat.

## Localizare
Centrul sitului Dune residue del Bacucco este situat la coordonatele 45°10′51″N 12°19′03″E / 45.1808°N 12.3174°E.

## Înființare
Situl Dune residue del Bacucco a fost declarat sit de importanță comunitară în iulie 2002 pentru a proteja 8 specii de animale. Situl a fost protejat și ca arie specială de conservare în iulie 2018.

## Biodiversitate
Situată în ecoregiunea continentală, aria protejată conține 4 habitate naturale: Dune de coastă fixe cu vegetație erbacee („dune gri”), Dune mobile cu vegetație embrionară, Vegetație anuală la limita mareei, Dune mobile de-a lungul țărmului cu Ammophila arenaria („dune albe”).
La baza desemnării sitului se află mai multe specii protejate de  păsări (8): fâsă roșiatică (Anthus cervinus), caprimulg (Caprimulgus europaeus), prundăraș de sărătură (Charadrius alexandrinus), erete de stuf (Circus aeruginosus), erete cenușiu (Circus pygargus), codobatura galbenă (Motacilla flava), chiră de baltă (Sterna hirundo), chiră mică (Sternula albifrons)
Pe lângă speciile protejate, pe teritoriul sitului au mai fost identificate 1 specie de plante.